# دویت (میشیگان)
دویت، میشیگان (به انگلیسی: DeWitt, Michigan) یک شهر در ایالات متحده آمریکا با جمعیت ۴٬۵۰۷ نفر است که در میشیگان واقع شده‌است.